# Гюнтер Шефер
Гюнтер Шефер (нім. Günther Schäfer, нар. 9 червня 1962, Вайблінген) — німецький футболіст, що грав на позиції центрального захисника.
Виступав, зокрема, за клуб «Штутгарт», у складі якого — дворазовий чемпіон Німеччини і володар Суперкубка Німеччини., а також молодіжну збірну Німеччини.

## Клубна кар'єра
У дорослому футболі дебютував 1980 року виступами за команду клубу «Штутгарт», в якій провів шістнадцять сезонів, взявши участь у 331 матчі чемпіонату.  Більшість часу, проведеного у складі «Штутгарта», був основним гравцем захисту команди. У 1984 і 1992 роках виборював титул чемпіона Німеччини, у другому випадку також ставав володарем Суперкубка Німеччини.
Завершив професійну ігрову кар'єру у клубі «Армінія» (Білефельд), за команду якого виступав протягом 1996—1998 років.

## Виступи за збірну
Протягом 1981–1984 років залучався до складу молодіжної збірної ФРН. На молодіжному рівні зіграв у 15 офіційних матчах.

## Титули і досягнення
- Чемпіон Німеччини (2):

«Штутгарт»:  1983-1984, 1991-1992
- Володар Суперкубка Німеччини (1):

«Штутгарт»:  1992